# Artur Rosenzweig
Artur Rosenzweig (zm. 4 czerwca 1942) – polski adwokat pochodzenia żydowskiego, przewodniczący Judenratu w getcie krakowskim.

## Życiorys
Przed wojną był znanym krakowskim adwokatem. Po aresztowaniu Marka Biebersteina w 1941 roku został zmuszony przez niemieckie władze okupacyjne do objęcia funkcji przewodniczącego Judenratu w Krakowie. Za jego kadencji najważniejsze wydarzenia to przydział mieszkań w utworzonym niedawno getcie, organizacja pracy oraz organizacja pierwszego wysiedlenia Żydów do obozu zagłady w Bełżcu. 
Uważa się, że Artur Rosenzweig nie chciał pomagać w deportacji, za co został wysiedlony z całą rodziną. 4 czerwca 1942 odwołano go z funkcji przewodniczącego Judernatu i (wraz z rodziną) skierowano do transportu do obozu w Bełżcu. Na stanowisku przewodniczącego Judenratu zastąpił go Dawid Gutter.